# Japanofilia

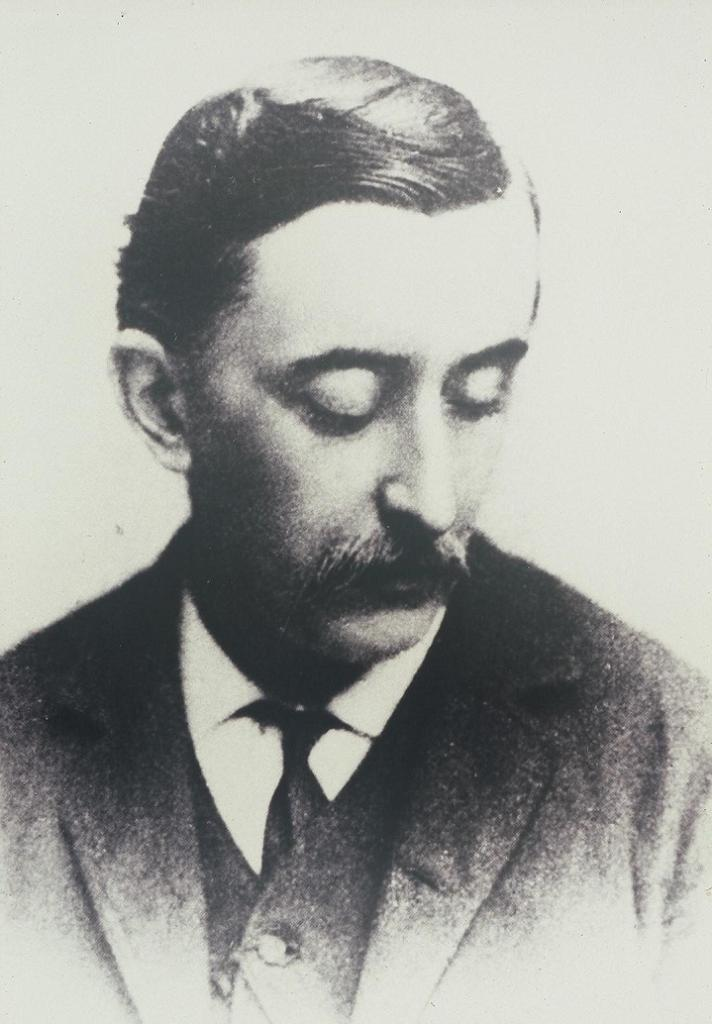
Lafcádio Hearn a.k.a. Koizumi Yakumo, um notável estudioso internacional irlandês-grego e autor conhecido por seu grande interesse pela cultura japonesa.

Japanofilia é a apreciação e amor pela cultura, povo e história japoneses. Em japonês, o termo para japanofilia é "shinnichi" (親日) , com "親" equivalente ao prefixo inglês 'pro-' e "日", significando "Japão" (como na palavra para Japão "Nihon" (日本)) O termo foi usado pela primeira vez no século XVIII, mudando de escopo ao longo do tempo.

## História

### Uso inicial
O termo "japanofilia" remonta ao final do século XVIII e início do século XIX, antes que o Japão se tornasse mais aberto ao comércio exterior. Carl Peter Thunberg e Philipp Franz von Siebold ajudaram a introduzir a flora, obras de arte e outros objetos japoneses na Europa, o que despertou interesse. Lafcádio Hearn, um autor irlandês-grego que viveu no Japão no século XIX, foi descrito como "um japonófilo confirmado" por Charles E. Tuttle Company em seus prefácios de vários de seus livros. Outros podem incluir Jules Brunet, um oficial do Exército francês que desempenhou um papel famoso na guerra Boshin japonesa.

### Século XX
Na primeira década do século XX, vários escritores britânicos elogiaram o Japão. Em 1904, por exemplo, Beatrice Webb escreveu que o Japão era uma "estrela em ascensão do autocontrole humano e da iluminação", elogiando o "coletivismo inovador" dos japoneses e a "misteriosa" intencionalidade e mente aberta de seu "profissional esclarecido elite". H. G. Wells também chamou a elite de sua obra, A Modern Utopia, de "samurai". Em parte, isso foi resultado do declínio da produtividade industrial britânica, com o Japão e a Alemanha crescendo comparativamente. A Alemanha era vista como uma ameaça e uma potência rival, mas o Japão era visto como um aliado potencial. Os britânicos buscaram a eficiência como solução para as questões de produtividade e, após a publicação do livro de Alfred Stead, Great Japan: A Study of National Efficiency, de 1906, os especialistas na Grã-Bretanha buscaram aulas no Japão. Esse interesse, porém, acabou após a Primeira Guerra Mundial.
O general José Millán-Astray, fundador da Legião Espanhola, afirmou que o código do guerreiro samurai Buxido exerceu grande influência sobre ele. Definindo o Buxido como "um credo perfeito", Millán-Astray disse que "o legionário espanhol também é um samurai e pratica os fundamentos do Buxido: Honra, Valor, Lealdade, Generosidade e Sacrifício", e acrescentou que a Espanha se tornaria uma grande potência como Japão, aderindo aos princípios do código. Ele também fez uma tradução para o espanhol do livro Bushido: The Soul of Japan, de Inazo Nitobe, e um prólogo para ele.

### Século XXI
No início dos anos 2000, gírias depreciativas foram criadas para rebaixar aqueles que apreciavam a cultura popular japonesa. O termo "wapanese" (de "japonês branco", ou possivelmente também "wannabe japonês"; literalmente traduzido como "wapanês") surgiu pela primeira vez em 2002 como um termo depreciativo para uma pessoa branca obcecada pela cultura japonesa, que inclui anime e manga. O termo "weeaboo" (mais tarde abreviado para weeb) veio do webcomic The Perry Bible Fellowship, no qual a palavra não tinha outro significado senão que era algo desagradável. De acordo com uma tese de mestrado não publicada, o 4chan rapidamente pegou a palavra e a aplicou de forma abusiva no lugar do termo wapanese já existente.
Kim Morrissy, da Crunchyroll, escreveu que o significado da palavra otaku é prejudicado pela apropriação cultural e que alguns ocidentais acreditam que ela só pode se referir a um japonês, já que o conceito não é diretamente traduzível e é uma frase quintessencialmente japonesa.
Em um post de blog na Anime News Network, Justin Sevakis faz a diferença entre os dois, dizendo que não há nada de errado em amar a cultura japonesa. Ele ressalta que uma pessoa só se torna um weeaboo quando começa a ser desagradável, imatura e ignorante sobre a cultura que ama. Matt Jardin, do Alaska Dispatch, deu uma opinião sobre a definição, dizendo que os weeaboos preferem cegamente as coisas do Japão enquanto desprezam qualquer outra coisa, apesar do mérito óbvio.